# درب مولاي الشريف

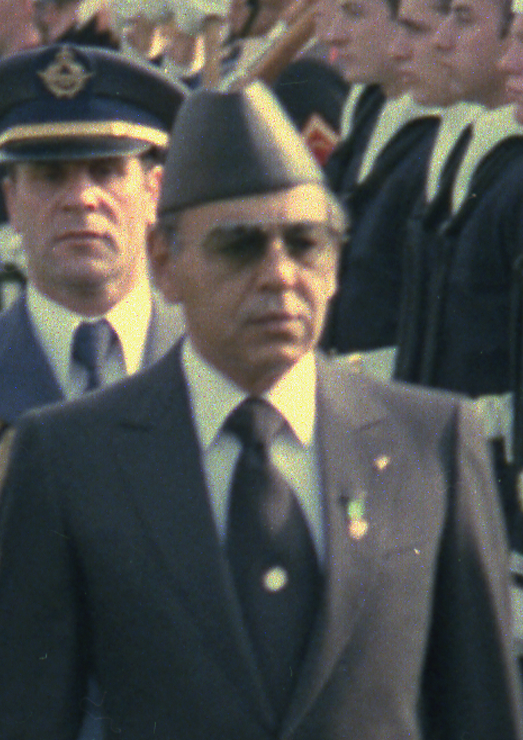
حسن المغربي 1978

درب مولاي الشريف هو معتقل سري سابق سيئ السمعة بمدينة الدار البيضاء بالحي المحمدي، كان يُستعمل خلال سنوات الرصاص لاستنطاق وتعذيب معارضي النظام آنذاك. حسب الشهادات التي جمعتها هيئة الإنصاف والمصالحة، فإن المئات وربما الآلاف الذين سوقوا إلى هذا المعتقل الرهيب، وذاقوا به اشدّ العذاب حيث لقي العديد منهم  حتفه بينما خرج الآخرون بعاهات نفسية وجسدية مستديمة.

## الموقع
يقع هذا السجن بشارع مولاي الشريف بالحي المحمدي الدار البيضاء، ومن موقعه التصق به اسم درب مولاي الشريف. تواجد السجن بقبو عمارة كبيرة كان ولا زال يسكنها العديد من العائلات، ولم يكن يعلم سكان تلك العمارة بما يحدث في قبوها من تعديب واذلال وانتهاك لحقوق الإنسان على يد رجال السلطة. 
أماعن تسمية السجن بدرب مولاي الشريف ليس إلا لكونه يوجد في شارع يحمل نفس الاسم، ويوجد في الطابق التحت أرضي لعمارة يطلق عليها اسم عمارة الشرطة، وذلك لكون جل سكانها ينتمون إلى رجال الشرطة، إضافة إلى أنه يوجد خلف المقاطعة الحضرية 43 والتي تتواجد في تراب نفس الحي.